# Égypte aux Jeux olympiques d'été de 2020
L'Égypte participe aux Jeux olympiques de 2020 à Tokyo au Japon. Il s'agit de sa 23e participation à des Jeux d'été.

## Médaillés
| Sport  | Discipline                  | Athlète(s)       | Performance           | Date   |
| ------ | --------------------------- | ---------------- | --------------------- | ------ |
| Karaté | Kumite plus de 61 kg femmes | Feryal Abdelaziz | Zaretska Victoire 2-0 | 7 août |

| Sport              | Discipline        | Athlète(s)     | Performance  | Date   |
| ------------------ | ----------------- | -------------- | ------------ | ------ |
| Pentathlon moderne | Épreuve masculine | Ahmed El-Gendy | 1 477 points | 7 août |

| Sport     | Discipline                          | Athlète(s)               | Performance             | Date       |
| --------- | ----------------------------------- | ------------------------ | ----------------------- | ---------- |
| Karaté    | Kata moins de 61 kg femmes          | Giana Mohamed Farouk     | Yin Défaite 1-1         | 6 août     |
| Lutte     | Gréco-romaine moins de 67 kg hommes | Mohamed Ibrahim El-Sayed | Surkov Victoire 1-1     | 4 août     |
| Taekwondo | Moins de 67 kg femmes               | Hedaya Wahba             | McPherson Victoire 17-6 | 26 juillet |
| Taekwondo | Moins de 80 kg hommes               | Seif Eissa               | Ordemann Victoire 12-4  | 26 juillet |

| Sport              |   |   |   | Total |
| ------------------ | - | - | - | ----- |
| Karaté             | 1 | 0 | 1 | 2     |
| Lutte              | 0 | 0 | 1 | 1     |
| Pentathlon moderne | 0 | 1 | 0 | 1     |
| Taekwondo          | 0 | 0 | 2 | 2     |
| Total              | 1 | 1 | 4 | 6     |

| Jour       |   |   |   | Total |
| ---------- | - | - | - | ----- |
| 26 juillet | 0 | 0 | 2 | 2     |
| 4 août     | 0 | 0 | 1 | 1     |
| 6 août     | 0 | 0 | 1 | 1     |
| 7 août     | 1 | 1 | 0 | 2     |
| Total      | 1 | 1 | 4 | 6     |

| Sexe   |   |   |   | Total |
| ------ | - | - | - | ----- |
| Femmes | 1 | 0 | 2 | 3     |
| Hommes | 0 | 1 | 2 | 3     |
| Total  | 1 | 1 | 4 | 6     |

## Athlètes engagés
| Sport                 | Hommes | Femmes | Total |
| --------------------- | ------ | ------ | ----- |
| Athlétisme            | 4      | 0      | 4     |
| Aviron                | 1      | 0      | 1     |
| Badminton             | 1      | 2      | 3     |
| Boxe                  | 2      | 0      | 2     |
| Canoë-kayak           | 1      | 1      | 2     |
| Cyclisme              | 0      | 1      | 1     |
| Équitation            | 3      | 0      | 3     |
| Escrime               | 9      | 5      | 14    |
| Football              | 22     | 0      | 22    |
| Gymnastique           | 2      | 9      | 11    |
| Handball              | 14     | 0      | 14    |
| Judo                  | 3      | 0      | 3     |
| Karaté                | 2      | 3      | 5     |
| Lutte                 | 6      | 2      | 8     |
| Natation              | 3      | 1      | 4     |
| Natation synchronisée | 0      | 8      | 8     |
| Pentathlon moderne    | 2      | 2      | 4     |
| Plongeon              | 1      | 1      | 2     |
| Taekwondo             | 2      | 2      | 4     |
| Tennis                | 1      | 1      | 2     |
| Tennis de table       | 3      | 3      | 6     |
| Tir                   | 7      | 4      | 11    |
| Tir à l'arc           | 1      | 1      | 2     |
| Triathlon             | 0      | 1      | 1     |
| Voile                 | 1      | 1      | 2     |
| Total                 | 91     | 48     | 139   |

## Résultats

### Athlétisme
| Athlètes                   | Épreuve                    | Qualification | Qualification | Finale      | Finale  |
| Athlètes                   | Épreuve                    | Performance   | Rang          | Performance | Rang    |
| -------------------------- | -------------------------- | ------------- | ------------- | ----------- | ------- |
| Ihab Abdelrahman           | Lancer du javelot masculin | 81,92 m       | 13e           | Éliminé     | Éliminé |
| Mostafa El Gamel           | Lancer du marteau masculin | 72,76 m       | 23e           | Éliminé     | Éliminé |
| Mostafa Amr Hassan         | Lancer du poids masculin   | 21,23 m       | 6e            | 20,73 m     | 8e      |
| Mohamed Magdi Hamza Khalif | Lancer du poids masculin   | 19,82 m       | 25e           | Éliminé     | Éliminé |

### Aviron
| Athlète              | Compétition    | Séries       | Séries | Repêchages  | Repêchages  | Quarts de finale | Quarts de finale | Demi-finales                  | Demi-finales | Finale                | Finale |
| Athlète              | Compétition    | Temps        | Rang   | Temps       | Rang        | Temps            | Rang             | Temps                         | Rang         | Temps                 | Rang   |
| -------------------- | -------------- | ------------ | ------ | ----------- | ----------- | ---------------- | ---------------- | ----------------------------- | ------------ | --------------------- | ------ |
| Abdelkhalek El-Banna | Skiff masculin | 7 min 3 s 44 | 3e     | Non disputé | Non disputé | 7 min 32 s 86    | 5e               | Demi-finale C/D 6 min 58 s 84 | 2e           | Finale C 7 min 0 s 72 | 14e    |

### Badminton
| Athlète                       | Compétition  | Phase de groupes                        | Phase de groupes                  | Phase de groupes                    | Phase de groupes | 1/8e de finale   | Quarts de finale | Demi-finales     | Finale           | Finale    |
| Athlète                       | Compétition  | Adversaire Score                        | Adversaire Score                  | Adversaire Score                    | Rang             | Adversaire Score | Adversaire Score | Adversaire Score | Adversaire Score | Rang      |
| ----------------------------- | ------------ | --------------------------------------- | --------------------------------- | ----------------------------------- | ---------------- | ---------------- | ---------------- | ---------------- | ---------------- | --------- |
| Doha Hany                     | Simple dames | Chen Défaite 21-5, 21-3                 | Yiğit Défaite 21-5, 21-5          | Non disputé                         | 3e du gr. A      | Éliminée         | Éliminée         | Éliminée         | Éliminée         | Éliminée  |
| Doha Hany Hadia Hosny         | Double dames | Matsumoto / Nagahara Défaite 21-7, 21-3 | Piek / Seinen Défaite 21-6, 21-10 | Honderich / Tsai Défaite 21-5, 21-6 | 4e du gr. B      | Non disputé      | Éliminées        | Éliminées        | Éliminées        | Éliminées |
| Adham Hatem Elgamal Doha Hany | Double mixte | Zheng / Huang Défaite 21-5, 21-10       | Seo / Chae Défaite 21-7, 21-3     | Tabeling / Piek Défaite 21-9, 21-4  | 4e du gr. A      | Non disputé      | Éliminées        | Éliminées        | Éliminées        | Éliminées |

### Boxe
| Athlète           | Catégorie                    | 1/16e de finale     | 1/8e de finale         | Quart de finale     | Demi-finale         | Finale              | Rang    |
| Athlète           | Catégorie                    | Adversaire Résultat | Adversaire Résultat    | Adversaire Résultat | Adversaire Résultat | Adversaire Résultat | Rang    |
| ----------------- | ---------------------------- | ------------------- | ---------------------- | ------------------- | ------------------- | ------------------- | ------- |
| Abdelrahman Oraby | Mi-lourds hommes (-81 kg)    | Exempté             | Whittaker Défaite 0-5  | Éliminé             | Éliminé             | Éliminé             | Éliminé |
| Yousry Hafez      | Super-lourds hommes (+91 kg) | Exempté             | Kunkabayev Défaite 0-5 | Éliminé             | Éliminé             | Éliminé             | Éliminé |

### Canoë-kayak
| Athlète      | Compétition     | Séries       | Séries | Quarts de finale | Quarts de finale | Demi-finales | Demi-finales | Finale Finale B Finale C | Finale Finale B Finale C |
| Athlète      | Compétition     | Temps        | Rang   | Temps            | Rang             | Temps        | Rang         | Temps                    | Rang                     |
| ------------ | --------------- | ------------ | ------ | ---------------- | ---------------- | ------------ | ------------ | ------------------------ | ------------------------ |
| Momen Mahran | K1 200 m hommes | 38 s 850     | 5e     | 37 s 836         | 4e               | Éliminé      | Éliminé      | Éliminé                  | Éliminé                  |
| Samaa Ahmed  | K1 200 m femmes | 47 s 272     | 7e     | 47 s 882         | 7e               | Éliminée     | Éliminée     | Éliminée                 | Éliminée                 |
| Samaa Ahmed  | K1 500 m femmes | 2 min 13 s 7 | 7e     | 2 min 6 s 33     | 5e               | Éliminée     | Éliminée     | Éliminée                 | Éliminée                 |

### Cyclisme sur piste
| Athlète        | Compétition   | Scratch | Scratch | Course tempo | Course tempo | Élimination | Élimination | Course aux points | Course aux points | Total   | Rang    |
| Athlète        | Compétition   | Rang    | Points  | Rang         | Points       | Rang        | Points      | Rang              | Points            | Total   | Rang    |
| -------------- | ------------- | ------- | ------- | ------------ | ------------ | ----------- | ----------- | ----------------- | ----------------- | ------- | ------- |
| Ebtissam Zayed | Omnium femmes | -       | 16      | 18e          | 6            | 17e         | 8           | -                 | -20               | Éliminé | Éliminé |

### Équitation
| Athlète                              | Cheval                 | Compétition | Qualification | Qualification  | Qualification | Qualification | Qualification | Finale    | Finale    | Finale    | Finale   | Finale   |
| Athlète                              | Cheval                 | Compétition | Pénalités     | Pénalités      | Pénalités     | Temps         | Rang          | Pénalités | Pénalités | Pénalités | Temps    | Rang     |
| Athlète                              | Cheval                 | Compétition | Saut          | Temps          | Total         | Temps         | Rang          | Saut      | Temps     | Total     | Temps    | Rang     |
| ------------------------------------ | ---------------------- | ----------- | ------------- | -------------- | ------------- | ------------- | ------------- | --------- | --------- | --------- | -------- | -------- |
| Nayel Nassar                         | Igor van de Wittemoere | Individuel  | 0.00          | 0.00           | 0.00          | 88.42         | =1er          | 12.00     | 1.00      | 13.00     | 89.63    | 24e      |
| Abdel Said                           | Bandit Savoie          | Individuel  | 8.00          | 7.00           | 15.00         | 113.40        | 62e           | Éliminé   | Éliminé   | Éliminé   | Éliminé  | Éliminé  |
| Mouda Zeyada                         | Galanthos SHK          | Individuel  | 0.00          | 1.00           | 1.00          | 91.71         | =26e          | 8.00      | 0.00      | 8.00      | 86.63    | 19e      |
| Nayel Nassar Abdel Said Mouda Zeyada | Voir ci-dessus         | Par équipe  | 8.00 12.00    | 0.00 1.00 0.00 | 29.00         |               | 11e           | Éliminés  | Éliminés  | Éliminés  | Éliminés | Éliminés |

### Escrime
| Athlète                                                             | Compétition         | 1/32e de finale  | 1/16e de finale            | 1/8e de finale          | Quarts de finale           | Demi-finales Classement 5-8         | Finale 3e place Classement 5e, 7e places | Rang    |
| Athlète                                                             | Compétition         | Adversaire Score | Adversaire Score           | Adversaire Score        | Adversaire Score           | Adversaire Score                    | Adversaire Score                         | Rang    |
| ------------------------------------------------------------------- | ------------------- | ---------------- | -------------------------- | ----------------------- | -------------------------- | ----------------------------------- | ---------------------------------------- | ------- |
| Mohamed El-Sayed                                                    | Épée individuelle   | Exempté          | Borel Victoire 15-11       | Lan Victoire 15-9       | Reizlin Défaite 13-15      | Éliminé                             | Éliminé                                  | Éliminé |
| Alaaeldin Abouelkassem                                              | Fleuret individuel  | Exempté          | Kleibrink Victoire 15-11   | Mylnikov Victoire 15-12 | Shikine Défaite 13-15      | Éliminé                             | Éliminé                                  | Éliminé |
| Mohamed Hamza                                                       | Fleuret individuel  | Exempté          | Mepstead Victoire 15-13    | Cassarà Victoire 15-13  | Choupenitch Défaite 9-15   | Éliminé                             | Éliminé                                  | Éliminé |
| Mohamed Hassan                                                      | Fleuret individuel  | Exempté          | Garozzo Défaite 6-15       | Éliminé                 | Éliminé                    | Éliminé                             | Éliminé                                  | Éliminé |
| Alaaeldin Abouelkassem Mohamed Desouky Mohamed Hassan Youssef Sanaa | Fleuret par équipes | Non disputé      | Non disputé                | Non disputé             | France Défaite 34-45       | Classement 5/8 Italie Défaite 34-45 | 7e place Hong Kong Défaite 21-45         | 8e      |
| Mohamed Amer                                                        | Sabre individuel    | Exempté          | Homer Victoire 15-11       | Oh Défaite 9-15         | Éliminé                    | Éliminé                             | Éliminé                                  | Éliminé |
| Ziad El-Sissy                                                       | Sabre individuel    | Exempté          | Reshetnikov Victoire 15-13 | Bazadze Défaite 12-15   | Éliminé                    | Éliminé                             | Éliminé                                  | Éliminé |
| Mohab Samer                                                         | Sabre individuel    | Exempté          | Bazadze Défaite 10-15      | Éliminé                 | Éliminé                    | Éliminé                             | Éliminé                                  | Éliminé |
| Mohamed Amer Ziad El-Sissy Mohab Samer Medhat Moataz                | Sabre par équipes   | Non disputé      | Non disputé                | Japon Victoire 45-32    | Corée du Sud Défaite 39-45 | Classement 5/8 ROC Victoire 45-41   | 5e place Iran Victoire 45-41             | 5e      |

| Athlète                                                    | Compétition         | 1/32e de finale  | 1/16e de finale     | 1/8e de finale   | Quarts de finale  | Demi-finales Classement 5-8        | Finale 3e place Classement 5e, 7e places | Rang     |
| Athlète                                                    | Compétition         | Adversaire Score | Adversaire Score    | Adversaire Score | Adversaire Score  | Adversaire Score                   | Adversaire Score                         | Rang     |
| ---------------------------------------------------------- | ------------------- | ---------------- | ------------------- | ---------------- | ----------------- | ---------------------------------- | ---------------------------------------- | -------- |
| Yara El-Sharkawy                                           | Fleuret individuel  | Exemptée         | Errigo Défaite 2-15 | Éliminée         | Éliminée          | Éliminée                           | Éliminée                                 | Éliminée |
| Noha Hany                                                  | Fleuret individuel  | Exemptée         | Chen Défaite 6-15   | Éliminée         | Éliminée          | Éliminée                           | Éliminée                                 | Éliminée |
| Noura Mohamed                                              | Fleuret individuel  | Exemptée         | Ueno Défaite 5-15   | Éliminée         | Éliminée          | Éliminée                           | Éliminée                                 | Éliminée |
| Yara El-Sharkawy Noha Hany Noura Mohamed Mariam El-Zoheiry | Fleuret par équipes | Non disputé      | Non disputé         | Non disputé      | ROC Défaite 21-45 | Classement 5/8 Japon Défaite 27-45 | 7e place Hongrie Défaite 28-45           | 8e       |
| Nada Hafez                                                 | Sabre individuel    | Exemptée         | Kim Défaite 4-15    | Éliminée         | Éliminée          | Éliminée                           | Éliminée                                 | Éliminée |

### Football
| Compétition      | Phase de groupe  | Phase de groupe       | Phase de groupe        | Phase de groupe | Quart de finale    | Demi-finale      | Finale / MB      | Finale / MB |
| Compétition      | Adversaire Score | Adversaire Score      | Adversaire Score       | Rang            | Adversaire Score   | Adversaire Score | Adversaire Score | Rang        |
| ---------------- | ---------------- | --------------------- | ---------------------- | --------------- | ------------------ | ---------------- | ---------------- | ----------- |
| Tournoi masculin | Espagne Nul 0-0  | Argentine Défaite 0-1 | Australie Victoire 2-0 | 2e              | Brésil Défaite 0-1 | Éliminés         | Éliminés         | Éliminés    |

### Gymnastique

#### Artistique
| Athlète      | Qualifications | Qualifications | Qualifications | Qualifications | Qualifications    | Qualifications | Qualifications | Qualifications | Finale   | Finale         | Finale   | Finale   | Finale            | Finale     | Finale  | Finale  |
| Athlète      | Appareil       | Appareil       | Appareil       | Appareil       | Appareil          | Appareil       | Total          | Rang           | Appareil | Appareil       | Appareil | Appareil | Appareil          | Appareil   | Total   | Rang    |
| Athlète      | Sol            | Cheval d'arçon | Anneaux        | Saut           | Barres parallèles | Barre fixe     | Total          | Rang           | Sol      | Cheval d'arçon | Anneaux  | Saut     | Barres parallèles | Barre fixe | Total   | Rang    |
| ------------ | -------------- | -------------- | -------------- | -------------- | ----------------- | -------------- | -------------- | -------------- | -------- | -------------- | -------- | -------- | ----------------- | ---------- | ------- | ------- |
| Omar Mohamed | 13,233         | 13,000         | 12,500         | 13,800         | 13,300            | 13,033         | 78,866         | 51e            | Éliminé  | Éliminé        | Éliminé  | Éliminé  | Éliminé           | Éliminé    | Éliminé | Éliminé |

| Athlète       | Qualifications | Qualifications | Qualifications      | Qualifications | Qualifications | Qualifications | Finale   | Finale   | Finale              | Finale   | Finale   | Finale   |
| Athlète       | Appareil       | Appareil       | Appareil            | Appareil       | Total          | Rang           | Appareil | Appareil | Appareil            | Appareil | Total    | Rang     |
| Athlète       | Sol            | Saut           | Barres asymétriques | Poutre         | Total          | Rang           | Sol      | Saut     | Barres asymétriques | Poutre   | Total    | Rang     |
| ------------- | -------------- | -------------- | ------------------- | -------------- | -------------- | -------------- | -------- | -------- | ------------------- | -------- | -------- | -------- |
| Zeina Ibrahim | 11,700         | 13,200         | 12,500              | 11,866         | 49,266         | 64e            | Éliminée | Éliminée | Éliminée            | Éliminée | Éliminée | Éliminée |
| Mandy Mohamed | 12,833         | 13,233         | 11,033              | 12,833         | 48,866         | 67e            | Éliminée | Éliminée | Éliminée            | Éliminée | Éliminée | Éliminée |

#### Rythmique
| Athlète        | Qualification | Qualification | Qualification | Qualification | Qualification | Qualification | Finale   | Finale   | Finale   | Finale   | Finale   | Finale   |
| Athlète        |               |               |               |               | Total         | Rang          |          |          |          |          | Total    | Rang     |
| -------------- | ------------- | ------------- | ------------- | ------------- | ------------- | ------------- | -------- | -------- | -------- | -------- | -------- | -------- |
| Habiba Marzouk | 21,700        | 22,150        | 21,100        | 8,400         | 73,350        | 25e           | Éliminée | Éliminée | Éliminée | Éliminée | Éliminée | Éliminée |

| Athlète                                                       | Qualification | Qualification | Qualification | Qualification | Finale    | Finale    | Finale    | Finale    |
| Athlète                                                       | 5             | 4 + 3         | Total         | Rang          | 5         | 4 + 3     | Total     | Rang      |
| ------------------------------------------------------------- | ------------- | ------------- | ------------- | ------------- | --------- | --------- | --------- | --------- |
| Login Elsasyed Polina Fouda Salma Saleh Malak Selim Tia Sobhy | 36.300        | 33.050        | 69.350        | 13e           | Éliminées | Éliminées | Éliminées | Éliminées |

#### Trampoline
| Athlète           | Compétition     | Qualifications | Qualifications | Finale   |          |
| Athlète           | Compétition     | Score          | Rang           | Rang     |          |
| ----------------- | --------------- | -------------- | -------------- | -------- | -------- |
| Seif Asser Sherif | Concours hommes | 96,160         | 10e            | Éliminé  | Éliminé  |
| Malak Hamza       | Concours femmes | 94,720         | 9e             | Éliminée | Éliminée |

### Handball
| Compétition      | Phase de groupe  | Phase de groupe         | Phase de groupe        | Phase de groupe      | Phase de groupe      | Phase de groupe        | Quart de finale  | Demi-finale              | Finale / 3e place    | Finale / 3e place     |    |
| Compétition      | Adversaire Score | Adversaire Score        | Adversaire Score       | Adversaire Score     | Adversaire Score     | Rang                   | Adversaire Score | Adversaire Score         | Adversaire Score     | Rang                  |    |
| ---------------- | ---------------- | ----------------------- | ---------------------- | -------------------- | -------------------- | ---------------------- | ---------------- | ------------------------ | -------------------- | --------------------- | -- |
| Tournoi masculin | France           | Portugal Victoire 37-31 | Danemark Défaite 27-32 | Japon Victoire 33-29 | Suède Victoire 27-22 | Bahreïn Victoire 30-20 | 2e               | Allemagne Victoire 31-26 | France Défaite 23-27 | Espagne Défaite 31-33 | 4e |

### Judo
| Athlète              | Compétition            | 1er tour               | 2e tour                    | Quart de finale     | Demi-finale         | Repêchage 1         | Repêchage 2         | Finale              | Rang    |
| Athlète              | Compétition            | Adversaire Résultat    | Adversaire Résultat        | Adversaire Résultat | Adversaire Résultat | Adversaire Résultat | Adversaire Résultat | Adversaire Résultat | Rang    |
| -------------------- | ---------------------- | ---------------------- | -------------------------- | ------------------- | ------------------- | ------------------- | ------------------- | ------------------- | ------- |
| Mohamed Abdelmawgoud | Moins de 66 kg hommes  | Cargnin Défaite 00-10  | Éliminé                    | Éliminé             | Éliminé             | Éliminé             | Éliminé             | Éliminé             | Éliminé |
| Mohamed Abdelaal     | Moins de 81 kg hommes  | Ungvári Victoire 10-00 | Parlati Défaite 00-01      | Éliminé             | Éliminé             | Éliminé             | Éliminé             | Éliminé             | Éliminé |
| Ramadan Darwish      | Moins de 100 kg hommes | Shah Victoire 01-00    | Liparteliani Défaite 00-01 | Éliminé             | Éliminé             | Éliminé             | Éliminé             | Éliminé             | Éliminé |

### Karaté
| Athlète              | Compétition           | Tour de qualification   | Tour de qualification | Tour de qualification   | Tour de qualification | Tour de qualification | Demi-finale             | Finale                | Rang                                |
| Athlète              | Compétition           | Match 1                 | Match 2               | Match 3                 | Match 4               | Place                 | Demi-finale             | Finale                | Rang                                |
| Athlète              | Compétition           | Adversaire Résultat     | Adversaire Résultat   | Adversaire Résultat     | Adversaire Résultat   | Place                 | Adversaire Résultat     | Adversaire Résultat   | Rang                                |
| -------------------- | --------------------- | ----------------------- | --------------------- | ----------------------- | --------------------- | --------------------- | ----------------------- | --------------------- | ----------------------------------- |
| Ali El-Sawy          | Moins de 67 kg hommes | Sago Défaite 3-4        | Şamdan Défaite 1-4    | Farzaliyev Victoire 1-0 | Assadilov Défaite 1-3 | 3e                    | Éliminé                 | Éliminé               | Éliminé                             |
| Abdalla Abdelaziz    | Moins de 75 kg hommes | Hárspataki Défaite 2-2  | Nishimura Défaite 7-8 | Scott Défaite 1-3       | Horuna Victoire 4-1   | 5e                    | Éliminé                 | Éliminé               | Éliminé                             |
| Radwa Sayed          | Moins de 55 kg femmes | Zhangbyrbay Défaite 2-7 | Terliuga Défaite 0-1  | Miyahara Victoire 5-3   | Plank Défaite 6-7     | 5e                    | Éliminée                | Éliminée              | Éliminée                            |
| Giana Mohamed Farouk | Moins de 61 kg femmes | Grande Victoire 2-0     | Serogina Victoire 2-1 | Sadini Victoire 5-0     | Preković Défaite 1-1  | 2e                    | Yin Défaite 1-1         | Éliminée              | Médaille de bronze, Jeux olympiques |
| Feryal Abdelaziz     | Plus de 61 kg femmes  | Gong Victoire 4-0       | Quirici Victoire 3-3  | Abbasali Défaite 7-9    | Matoub Nul 0-0        | 1er                   | Berultseva Victoire 5-4 | Zaretska Victoire 2-0 | Médaille d'or, Jeux olympiques      |

### Lutte
| Athlète         | Compétition   | Huitièmes de finale      | Quarts de finale     | Demi-finales        | Repêchage           | Finale 3e place Classement | Finale 3e place Classement |
| Athlète         | Compétition   | Adversaire Résultat      | Adversaire Résultat  | Adversaire Résultat | Adversaire Résultat | Adversaire Résultat        | Rang                       |
| --------------- | ------------- | ------------------------ | -------------------- | ------------------- | ------------------- | -------------------------- | -------------------------- |
| Amr Reda Hussen | 74 kg hommes  | Rybicki Victoire 3-1     | Kaisanov Défaite 1-3 | Éliminé             | Éliminé             | Éliminé                    | 7e                         |
| Diaaeldin Kamal | 125 kg hommes | Petriashvili Défaite 0-4 | Non qualifié         | Non qualifié        | Deng Défaite 1-3    | Éliminé                    | 10e                        |
| Enas Mostafa    | 68 kg femmes  | Schell Defaite 0-3       | Éliminée             | Éliminée            | Éliminée            | Éliminée                   | 14e                        |
| Samar Amer      | 76 kg femmes  | Vorobieva Défaite 1-3    | Éliminée             | Éliminée            | Éliminée            | Éliminée                   | 10e                        |

| Athlète                  | Compétition | Huitièmes de finale    | Quarts de finale       | Demi-finales        | Repêchage           | Finale 3e place Classement | Finale 3e place Classement          |
| Athlète                  | Compétition | Adversaire Résultat    | Adversaire Résultat    | Adversaire Résultat | Adversaire Résultat | Adversaire Résultat        | Rang                                |
| ------------------------ | ----------- | ---------------------- | ---------------------- | ------------------- | ------------------- | -------------------------- | ----------------------------------- |
| Haithem Mahmoud          | 60 kg       | Emelin Défaite 1-3     | Éliminé                | Éliminé             | Éliminé             | Éliminé                    | 9e                                  |
| Mohamed Ibrahim El-Sayed | 67 kg       | Ryu Victoire 3-1       | Aslanyan Victoire 3-1  | Nasibov Défaite 1-3 | Non disputé         | Surkov Victoire 3-1        | Médaille de bronze, Jeux olympiques |
| Mohamed Metwally         | 87 kg       | Maskevich Victoire 4-1 | Grégorich Victoire 3-0 | Lőrincz Défaite 1-3 | Non disputé         | Kudla Défaite 0-5          | 5e                                  |
| Abdellatif Mohamed       | 130 kg      | Semenov Défaite 1-3    | Éliminé                | Éliminé             | Éliminé             | Éliminé                    | 9e                                  |

### Natation
| Athlète          | Épreuve                     | Séries        | Séries  | Demi-finales | Demi-finales | Finale   | Finale   |
| Athlète          | Épreuve                     | Temps         | Rang    | Temps        | Rang         | Temps    | Rang     |
| ---------------- | --------------------------- | ------------- | ------- | ------------ | ------------ | -------- | -------- |
| Marwan El-Kamash | 400 m nage libre masculin   | 3 min 46 s 94 | 14e     | Non disputé  | Non disputé  | Éliminé  | Éliminé  |
| Marwan El-Kamash | 800 m nage libre masculin   | 7 min 52 s 76 | 16e     | Non disputé  | Non disputé  | Éliminé  | Éliminé  |
| Marwan El-Kamash | 1 500 m nage libre masculin | Forfait       | Forfait | Forfait      | Forfait      | Forfait  | Forfait  |
| Ali Khalafalla   | 50 m nage libre masculin    | 22 s 22       | 24e     | Éliminé      | Éliminé      | Éliminé  | Éliminé  |
| Ali Khalafalla   | 100 m nage libre masculin   | 49 s 31       | 30e     | Éliminé      | Éliminé      | Éliminé  | Éliminé  |
| Youssef Ramadan  | 100 m papillon masculin     | 51 s 67       | 14e     | 52 s 27      | 16e          | Éliminé  | Éliminé  |
| Farida Osman     | 50 m nage libre féminin     | 25 s 13       | 24e     | Éliminée     | Éliminée     | Éliminée | Éliminée |
| Farida Osman     | 100 m nage libre féminin    | 55 s 74       | 33e     | Éliminée     | Éliminée     | Éliminée | Éliminée |
| Farida Osman     | 100 m papillon féminin      | 58 s 69       | 20e     | Éliminée     | Éliminée     | Éliminée | Éliminée |

### Natation synchronisée
| Athlètes | Compétition | Programme technique | Programme technique | Programme libre (qualifications) | Programme libre (qualifications) | Programme libre (qualifications) | Programme libre (finale) | Programme libre (finale)  | Programme libre (finale) |
| Athlètes | Compétition | Points              | Rang                | Points                           | Total (technique + libre)        | Rang                             | Points                   | Total (technique + libre) | Rang                     |
| --- | ----------- | ------------------- | ------------------- | -------------------------------- | -------------------------------- | -------------------------------- | ------------------------ | ------------------------- | ------------------------ |
| Hanna Hiekal Laila Mohsen                                                                                    | Duo         | 77,8625             | 19e                 | 78,9000                          | 156,7625                         | 19e                              | Éliminées                | Éliminées                 | Éliminées                |
| Maryam Maghraby Shahd Samer Hanna Hiekal Laila Mohsen Nora Nabilazmy Farida Radwan Nehal Saafan Jayda Sharaf | Ballet      | 77,9147             | 8e                  | Non disputé                      | Non disputé                      | Non disputé                      | 80,0000                  | 157,9147                  | 8e                       |

### Pentathlon moderne
| Athlète        | Compétition           | Escrime (épée, une touche) | Escrime (épée, une touche) | Natation (200 m nage libre) | Natation (200 m nage libre) | Natation (200 m nage libre) | Équitation (saut d'obstacles) | Équitation (saut d'obstacles) | Équitation (saut d'obstacles) | Combiné course/tir (3 200 m / pistolet à 10 m) | Combiné course/tir (3 200 m / pistolet à 10 m) | Combiné course/tir (3 200 m / pistolet à 10 m) | Total | Rang                               |
| Athlète        | Compétition           | Rang                       | Points                     | Temps                       | Rang                        | Points                      | Pénalités                     | Rang                          | Points                        | Temps                                          | Rang                                           | Points                                         | Total | Rang                               |
| -------------- | --------------------- | -------------------------- | -------------------------- | --------------------------- | --------------------------- | --------------------------- | ----------------------------- | ----------------------------- | ----------------------------- | ---------------------------------------------- | ---------------------------------------------- | ---------------------------------------------- | ----- | ---------------------------------- |
| Ahmed Hamed    | Compétition masculine | 21e                        | 196                        | 2 min 6 s 58                | 28e                         | 297                         | 21                            | 19e                           | 279                           | 11 min 25 s 85                                 | 20e                                            | 615                                            | 1 387 | 24e                                |
| Ahmed El-Gendy | Compétition masculine | 15e                        | 209                        | 1 min 57 s 13               | 5e                          | 316                         | 16                            | 18e                           | 284                           | 10 min 32 s 47                                 | 2e                                             | 668                                            | 1 477 | Médaille d'argent, Jeux olympiques |
| Amira Kandil   | Compétition féminine  | 21e                        | 199                        | 2 min 15 s 14               | 16e                         | 280                         | 50                            | 25e                           | 250                           | 13 min 28 s 34                                 | 32e                                            | 492                                            | 1 221 | 29e                                |
| Haydy Morsy    | Compétition féminine  | 10e                        | 221                        | 2 min 24 s 35               | 33e                         | 262                         | 7                             | 6e                            | 293                           | 13 min 7 s 69                                  | 25e                                            | 513                                            | 1 289 | 19e                                |

### Plongeon
| Athlète     | Compétition                  | Éliminatoires | Éliminatoires | Demi-finale | Demi-finale | Finale   | Finale   |
| Athlète     | Compétition                  | Points        | Rang          | Points      | Rang        | Points   | Rang     |
| ----------- | ---------------------------- | ------------- | ------------- | ----------- | ----------- | -------- | -------- |
| Mohab Ishak | Plateforme à 3 mètres hommes | 422,75        | 12e           | 408,85      | 11e         | 393,15   | 11e      |
| Mohab Ishak | Haut-vol à 10 mètres hommes  | 318,55        | 23e           | Éliminé     | Éliminé     | Éliminé  | Éliminé  |
| Maha Gouda  | Haut-vol à 10 mètres femmes  | 275,30        | 20e           | Éliminée    | Éliminée    | Éliminée | Éliminée |

### Taekwondo
| Athlète          | Compétition   | Huitièmes de finale       | Quarts de finale       | Demi-finales           | Repêchage            | Finale / MB             | Finale / MB                         |
| Athlète          | Compétition   | Adversaire Résultat       | Adversaire Résultat    | Adversaire Résultat    | Adversaire Résultat  | Adversaire Résultat     | Rang                                |
| ---------------- | ------------- | ------------------------- | ---------------------- | ---------------------- | -------------------- | ----------------------- | ----------------------------------- |
| Abdelrahman Wael | -68 kg hommes | Pérez Victoire 22-20      | Husić Défaite 7-8      | Éliminé                | Éliminé              | Éliminé                 | Éliminé                             |
| Seif Eissa       | -80 kg hommes | Marton Victoire 12-1      | Alessio Victoire 6-5   | Khramtsov Défaite 1-13 | Exempté              | Ordemann Victoire 12-4  | Médaille de bronze, Jeux olympiques |
| Nour Abdelsalam  | -49 kg femmes | Yıldırım Défaite 20-21    | Éliminée               | Éliminée               | Éliminée             | Éliminée                | Éliminée                            |
| Hedaya Wahba     | -67 kg femmes | Wiet-Hénin Victoire 11-10 | Williams Défaite 12-13 | Non qualifiée          | Paseka Victoire 19-0 | McPherson Victoire 17-6 | Médaille de bronze, Jeux olympiques |

### Tennis
| Athlète        | Épreuve          | 1/32e de finale            | 1/16e de finale     | 1/8e de finale      | Quarts de finale    | Demi-finales        | Finale / MB         | Finale / MB |
| Athlète        | Épreuve          | Adversaire Résultat        | Adversaire Résultat | Adversaire Résultat | Adversaire Résultat | Adversaire Résultat | Adversaire Résultat | Rang        |
| -------------- | ---------------- | -------------------------- | ------------------- | ------------------- | ------------------- | ------------------- | ------------------- | ----------- |
| Mohamed Safwat | Simple messieurs | Galán Défaite 5-7, 1-6     | Éliminé             | Éliminé             | Éliminé             | Éliminé             | Éliminé             | Éliminé     |
| Mayar Sherif   | Simple dames     | Peterson Défaite 5-7, 6-71 | Éliminée            | Éliminée            | Éliminée            | Éliminée            | Éliminée            | Éliminée    |

### Tennis de table
| Athlète(s)                                       | Compétition        | Tour préliminaire | 1er tour         | 2e tour              | 3e tour             | 4e tour                | Quarts de finale | Demi-finales     | Finale           | Finale    |           |
| Athlète(s)                                       | Compétition        | Adversaire Score  | Adversaire Score | Adversaire Score     | Adversaire Score    | Adversaire Score       | Adversaire Score | Adversaire Score | Adversaire Score | Rang      |           |
| ------------------------------------------------ | ------------------ | ----------------- | ---------------- | -------------------- | ------------------- | ---------------------- | ---------------- | ---------------- | ---------------- | --------- | --------- |
| Omar Assar                                       | Simple messieurs   | Exempté           | Exempté          | Kou Victoire 4-3     | Falck Victoire 4-3  | Chuan Victoire 4-3     | Ma Défaite 1-4   | Éliminé          | Éliminé          | Éliminé   |           |
| Ahmed Saleh                                      | Simple messieurs   | Exempté           | Exempté          | Ghiónis Défaite 1-4  | Éliminé             | Éliminé                | Éliminé          | Éliminé          | Éliminé          | Éliminé   |           |
| Khalid Assar Omar Assar Ahmed Saleh              | Par équipes hommes | Non disputé       | Non disputé      | Non disputé          | Non disputé         | Chine Défaite 0-3      | Éliminés         | Éliminés         | Éliminés         | Éliminés  |           |
| Yousra Abdel Razek                               | Simple dames       | Exemptée          | Yuan Défaite 0-4 | Éliminée             | Éliminée            | Éliminée               | Éliminée         | Éliminée         | Éliminée         | Éliminée  |           |
| Dina Meshref                                     | Simple dames       | Exemptée          | Exemptée         | Partyka Victoire 4-2 | Eerland Défaite 3-4 | Éliminée               | Éliminée         | Éliminée         | Éliminée         | Éliminée  |           |
| Farah Abdel-Aziz Yousra Abdel Razek Dina Meshref | Par équipes femmes | Non disputé       | Non disputé      | Non disputé          | Non disputé         | Roumanie Défaite 0-3   | Éliminées        | Éliminées        | Éliminées        | Éliminées | Éliminées |
| Omar Assar Dina Meshref                          | Double mixte       | Non disputé       | Non disputé      | Non disputé          | Non disputé         | Lee / Jeon Défaite 1-4 | Éliminés         | Éliminés         | Éliminés         | Éliminés  | Éliminés  |

### Tir
| Athlète            | Compétition                     | Qualification | Qualification | Finale  | Finale  |
| Athlète            | Compétition                     | Points        | Rang          | Points  | Rang    |
| ------------------ | ------------------------------- | ------------- | ------------- | ------- | ------- |
| Samy Abdel Razek   | Pistolet à air comprimé 10 m    | 567           | 31e           | Éliminé | Éliminé |
| Osama El-Saeid     | Carabine à 10 m air comprimé    | 618,8         | 42e           | Éliminé | Éliminé |
| Osama El-Saeid     | Carabine à 50 m trois positions | 1 139         | 38e           | Éliminé | Éliminé |
| Mostafa Hamdy      | Skeet,                          | 112           | 29e           | Éliminé | Éliminé |
| Azmy Mehelba       | Skeet,                          | 120           | 19e           | Éliminé | Éliminé |
| Youssef Makkar     | Carabine à 10 m air comprimé    | 612,0         | 45e           | Éliminé | Éliminé |
| Abdel-Aziz Mehelba | Trap,                           | 121           | 16e           | Éliminé | Éliminé |
| Ahmed Zaher        | Trap,                           | 120           | 19e           | Éliminé | Éliminé |

| Athlète           | Compétition                     | Qualification | Qualification | Finale   | Finale   |
| Athlète           | Compétition                     | Points        | Rang          | Points   | Rang     |
| ----------------- | ------------------------------- | ------------- | ------------- | -------- | -------- |
| Radwa Abdel Latif | Pistolet à 10 m air comprimé    | 560           | 40e           | Éliminée | Éliminée |
| Hala El-Gohari    | Pistolet à 10 m air comprimé    | 560           | 41e           | Éliminée | Éliminée |
| Maggy Ashmawy     | Trap,                           | 113           | 22e           | Éliminée | Éliminée |
| Alzahraa Shaban   | Carabine à 10 m air comprimé    | 620,0         | 38e           | Éliminée | Éliminée |
| Alzahraa Shaban   | Carabine à 50 m trois positions | 1 138-36x     | 35e           | Éliminée | Éliminée |

| Athlète                            | Compétition                   | Qualification 1 | Qualification 1 | Qualification 2 | Qualification 2 | Finale / 3e place  | Finale / 3e place |
| Athlète                            | Compétition                   | Points          | Rang            | Points          | Rang            | Adversaie Résultat | Rang              |
| ---------------------------------- | ----------------------------- | --------------- | --------------- | --------------- | --------------- | ------------------ | ----------------- |
| Osama El-Saeid Alzahraa Shaban     | Carabine à 10 m air comprimé, | 617,5           | 28e             | Éliminés        | Éliminés        | Éliminés           | Éliminés          |
| Samy Abdel Razek Radwa Abdel Latif | Pistolet à 10 m air comprimé, | 563             | 18e             | Éliminés        | Éliminés        | Éliminés           | Éliminés          |
| Abdel-Aziz Mehelba Maggy Ashmawy   | Trap                          | 138             | 15e             | Éliminés        | Éliminés        | Éliminés           | Éliminés          |

### Tir à l'arc
| Athlète                 | Compétition        | Tour préliminaire | Tour préliminaire | 1er tour           | 2e tour          | 3e tour          | Quarts de finale | Demi-finales     | Finale / 3e place | Finale / 3e place |
| Athlète                 | Compétition        | Score             | Rang              | Adversaire Score   | Adversaire Score | Adversaire Score | Adversaire Score | Adversaire Score | Adversaire Score  | Rang              |
| ----------------------- | ------------------ | ----------------- | ----------------- | ------------------ | ---------------- | ---------------- | ---------------- | ---------------- | ----------------- | ----------------- |
| Youssof Tolba           | Individuel hommes, | 645               | 56e               | Gankin Défaite 4-6 | Éliminé          | Éliminé          | Éliminé          | Éliminé          | Éliminé           | Éliminé           |
| Amal Adam               | Individuel femmes, | 570               | 63e               | Jang Défaite 0-6   | Éliminée         | Éliminée         | Éliminée         | Éliminée         | Éliminée          | Éliminée          |
| Youssof Tolba Amal Adam | Par équipe mixte,  | 1 215             | 29e               | Non disputé        | Non disputé      | Non qualifiés    | Non qualifiés    | Non qualifiés    | Non qualifiés     | Non qualifiés     |

### Triathlon
| Athlètes           | Compétition | Natation (1,5 km) | Transition 1 | Vélo (40 km)    | Transition 2    | Course (10 km)  | Temps           | Résultat        |
| ------------------ | ----------- | ----------------- | ------------ | --------------- | --------------- | --------------- | --------------- | --------------- |
| Basmla Elsalamoney | Femmes      | 20 min 41 s       | 50 s         | Concède un tour | Concède un tour | Concède un tour | Concède un tour | Concède un tour |

### Voile
| Athlète        | Compétition         | Régate | Régate | Régate | Régate | Régate | Régate | Régate | Régate | Régate | Régate | Régate | Total net | Rang final |
| Athlète        | Compétition         | 1      | 2      | 3      | 4      | 5      | 6      | 7      | 8      | 9      | 10     | CM     | Total net | Rang final |
| -------------- | ------------------- | ------ | ------ | ------ | ------ | ------ | ------ | ------ | ------ | ------ | ------ | ------ | --------- | ---------- |
| Aly Badawy     | Laser hommes        | 32     | 33     | 31     | 34     | 33     | 30     | 31     | 33     | 33     | 27     | EL     | 283       | 34e        |
| Khouloud Mansy | Laser Radial femmes | 36     | 39     | 43     | 42     | 43     | 36     | Dis.   | 40     | 36     | 32     | EL     | 347       | 41e        |